# Saudi Professional League 2014/15
Die Saudi Professional League 2014/15 war 40. Spielzeit der höchsten saudi-arabischen Fußballliga seit der offiziellen Einführung im Jahr 1976. Die Saison begann am 13. August 2014 und endete am 18. Mai 2015. Titelverteidiger war al-Nasr.
al-Nasr konnte seinen Titel aus der Vorsaison verteidigen und wurde zum insgesamt siebten Mal Meister. Zusammen mit al-Ahli und al-Hilal (als Pokalsieger) qualifizierten sie sich für die AFC Champions League 2016. Der Ittihad FC startete als Ligavierter in der Qualifikation zur Champions League.
In die Saudi First Division absteigen mussten al-Shoalah und al-Orobah.

## Teilnehmende Mannschaften
| Klub          | Stadt     | Stadion                            |
| ------------- | --------- | ---------------------------------- |
| al-Ahli       | Dschidda  | King Abdullah Sports City Stadium  |
| al-Faisaly FC | Harma     | King Salman Sport City Stadium     |
| al-Fateh      | al-Hasa   | Prince Abdullah bin Jalawi Stadium |
| al-Hilal      | Riad      | König-Fahd-Stadion                 |
| Ittihad FC    | Dschidda  | King Abdullah Sports City Stadium  |
| al-Khaleej    | Saihat    | Prince Saud bin Jalawi Stadium     |
| al-Nasr       | Riad      | König-Fahd-Stadion                 |
| al-Orobah FC  | Sakakah   | al-Orobah-Club-Stadion             |
| al-Raed       | Buraida   | King Abdullah Sport City Stadium   |
| al-Shabab     | Riad      | König-Fahd-Stadion                 |
| al-Shoalah    | al-Kharj  | al-Shoalah Club Stadium            |
| al-Taawon     | Buraida   | King Abdullah Sport City Stadium   |
| Hajer Club    | al-Hasa   | Prince Abdullah bin Jalawi Stadium |
| Najran SC     | Nadschran | Al Akhdoud Club Stadium            |

## Abschlusstabelle
| Pl. | Verein         | Sp. | S  | U | N  | Tore    | Diff. | Punkte |
| --- | -------------- | --- | -- | - | -- | ------- | ----- | ------ |
| 1.  | al-Nasr (M)    | 26  | 20 | 4 | 2  | 062:200 | +42   | 64     |
| 2.  | al-Ahli        | 26  | 17 | 9 | 0  | 059:220 | +37   | 60     |
| 3.  | al-Hilal       | 26  | 16 | 6 | 4  | 046:170 | +29   | 54     |
| 4.  | Ittihad FC     | 26  | 16 | 4 | 6  | 044:330 | +11   | 52     |
| 5.  | al-Shabab (P)  | 26  | 11 | 7 | 8  | 037:310 | +6    | 40     |
| 6.  | al-Fateh       | 26  | 9  | 6 | 11 | 053:450 | +8    | 33     |
| 7.  | al-Faisaly FC  | 26  | 8  | 6 | 12 | 031:420 | −11   | 30     |
| 8.  | al-Khaleej (N) | 26  | 7  | 8 | 11 | 035:430 | −8    | 29     |
| 9.  | al-Taawon      | 26  | 7  | 7 | 12 | 042:460 | −4    | 28     |
| 10. | Hajer Club (N) | 26  | 8  | 4 | 14 | 029:560 | −27   | 28     |
| 11. | al-Raed        | 26  | 7  | 5 | 14 | 033:450 | −12   | 26     |
| 12. | Najran SC      | 26  | 7  | 3 | 16 | 028:410 | −13   | 24     |
| 13. | al-Shoalah     | 26  | 5  | 6 | 15 | 026:480 | −22   | 21     |
| 14. | al-Orobah      | 26  | 4  | 5 | 17 | 021:430 | −22   | 17     |

| Zum Saisonende 2013/14: |                                                                              |
| (M)                     | Amtierender Meister: al-Nasr                                                 |
| (P)                     | Amtierender Pokalsieger: al-Shabab                                           |
| (N)                     | Neuaufsteiger aus der First Division League 2013/14: Hajer Club & al-Khaleej |

## Statistiken

### Torschützenliste
Bei gleicher Anzahl von Treffern sind die Spieler alphabetisch sortiert.
| Platz                  | Spieler             | Mannschaft | Tore |
| ---------------------- | ------------------- | ---------- | ---- |
| 01.                    | Omar al-Somah       | al-Ahli    | 22   |
| 02.                    | Mohammad al-Sahlawi | al-Nasr    | 21   |
| 03.                    | Paul Alo'o Efoulou  | al-Taawon  | 16   |
| 04.                    | Naif Hazazi         | al-Shabab  | 14   |
| 05.                    | Nasser al-Shamrani  | al-Hilal   | 13   |
| 06.                    | Jandson             | Najran SC  | 12   |
| 07.                    | Doris Fuakuputu     | al-Fateh   | 10   |
|                        | Élton               | al-Fateh   | 10   |
|                        | Thiago Neves        | al-Hilal   | 10   |
|                        | Hassan Taïr         | al-Raed    | 10   |
| Stand: Ende der Saison |                     |            |      |

### Meiste Torvorlagen
| Platz                  | Spieler                | Mannschaft | Vorlagen |
| ---------------------- | ---------------------- | ---------- | -------- |
| 01.                    | Jehad al-Hussain       | al-Taawon  | 9        |
| 02.                    | Mustafa al-Bassas      | al-Ahli    | 8        |
|                        | Élton                  | al-Fateh   | 8        |
| 04.                    | Taisir al-Jassim       | al-Ahli    | 7        |
|                        | Marquinho              | Ittihad FC | 7        |
|                        | Adrian Mierzejewski    | al-Nasr    | 7        |
| 07.                    | Mohammad asch-Schalhub | al-Hilal   | 5        |
| Stand: Ende der Saison |                        |            |          |